# 郵船ロジスティクス

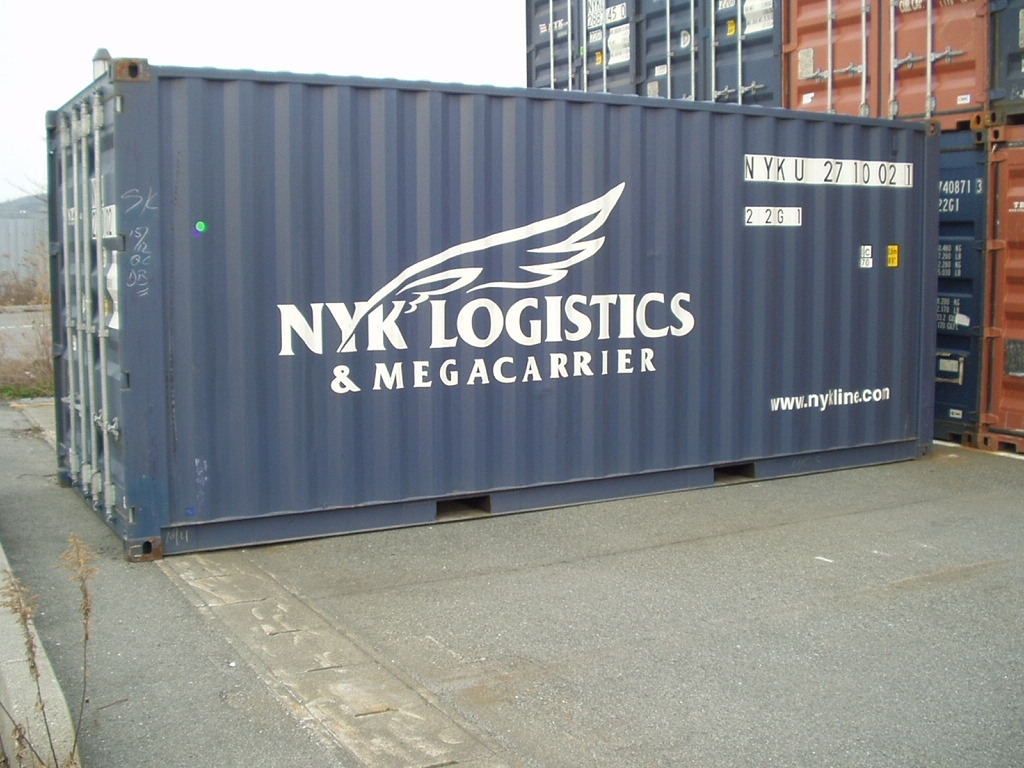
NYKロジスティクス 海上コンテナ

郵船ロジスティクス株式会社（ゆうせんロジスティクス、英: Yusen Logistics Co., Ltd.）は、東京都品川区に本社を置く日本の大手国際航空・海上貨物フォワーダーである。2020年3月現在、国内82拠点、海外45カ国512拠点、世界46カ国594拠点を展開している。
日本のフォワーダー業界において、売上高は日本通運、近鉄エクスプレスに次ぐ国内3位、海上貨物取扱量は国内3位である。以前は旅行業も営んでいたが、1994年に旧郵船航空サービス株式会社から旅行部門が郵船トラベル株式会社として分社独立した。

## 会社概要
日本郵船グループの中核を担う企業であり、航空貨物の取扱を主力業務に成長を続け、貨物の集配から保管・梱包・混載・通関などの手配を行い、複合一貫輸送サービスを提供するフレイト・フォワーダーとして世界規模で事業を展開するグローバルロジスティクス企業である。従来の航空輸送部門に加え、海上輸送部門にも力を注いでいる。また、高機能な物流拠点や3PLを核としたロジスティクス事業も拡大しており、企業の物流戦略に更に深く関わりサポートする、ロジスティクス・プロバイダーへと進化を遂げている。従来は航空貨物輸送、海上貨物輸送、コントラクト・ロジスティクス事業の3事業を柱としてきたが、2020年からはサプライチェーン・ソリューション事業を加えた4事業を柱としている 。
2006年10月にはヤマトグループである、ヤマトロジスティクス株式会社との間で戦略的提携を行い、共同混載事業を開始、また2007年2月には、スイス・バーゼルに本社を置く世界有数の国際物流企業である、パナルピナグループとの間でフレイト・フォワーディングに関わる包括的な相互協力契約を締結し、パナルピナの航空・海上輸送に関わる日本での代理業務を受託する一方で、郵船航空としては海外の自社ネットワークに加え、パナルピナ側には特定地域における代理店業務を委託している（その後、日本国内での航空輸送代理業務は2010年次に受託解消）。
2010年10月1日に日本郵船物流グループ子会社であるNYKロジスティックスジャパンと統合し、「郵船ロジスティクス株式会社」としてコントラクト・ロジスティクスを中心に展開。2017年に日本郵船グループ事業戦略に基づき、事業連携の深化・営業基盤の拡大、グローバルネットワークの相互活用、経営資源の有効活用等の目的で親会社である日本郵船がTOBを実施し、日本郵船の完全子会社となった。

### グループ経営理念
2017年にグループ経営理念が刷新された。また、このグループ経営理念を基に中長期経営計画である「TRANSFORM 2025」が策定された。
- 私たちの想い（Vision)
私たちはロジスティクスで、人を、ビジネスを、社会を、より良い未来へつなげます。

- 私たちの使命（Mission）
私たちは、物事の本質を見極める力（“Insight”）を働かせ、徹底してサービス品質（“Service Quality”）の向上に取り組み、新しい価値を創造すること（“Innovation”）で、世界で認められ選ばれ続けるサプライチェーン・ロジスティクス企業となり、ビジネスと社会の持続的な発展に貢献します。

- 私たちの価値観（Values）
  - CONNECTED
私たちは、英知を結集して本質的な課題の解決に取り組み、あらゆるステークホルダーにとってオープンで信頼のおけるパートナーであり続けます。
  - COMMITTED
私たちは、未来を共有できる信頼関係作りに努め、細部まで徹底した高品質なサービスの提供に全力を尽くします。
  - CREATIVE
私たちは、期待を超える新しい価値の創造に挑戦し、提案し続けます。

- 私たちの約束（Brand Promise）
“Create Better Connections”

## 沿革
- 1955年 - 2月、一般旅行業と航空貨物業の取り扱いを目的として株式会社国際旅行公社設立[9]。3月、国際航空運送協会（IATA)会員の米資本系法人インターナショナル・トラベル・コンサルタント株式会社（ITC）より営業権の譲渡を受ける。6月、税関貨物取扱人免許を取得し通関業開始[10]。
- 1958年 - 1月、旅行あっ旋業法に基づき一般旅行あっ旋業者登録[10]。
- 1959年 - 10月、日本郵船株式会社の支援を得て社名を郵船航空サービス株式会社と改称[9]。
- 1968年 - 10月、米国にYusen Air & Sea Service(U.S.A.) Inc.（現 Yusen Logistics（Americas）Inc.）を設立[10]。
- 1973年 - 8月、香港にYusen Air & Sea Service（H.K.）Ltd.（現 Yusen Logistics（Hong Kong）Limited）を設立[10]。
- 1979年 - 3月、シンガポールにYusen Air & Sea Service（Singapore）Pte.Ltd.（現 Yusen Logistics（Singapore）Pte.Ltd.）を設立[10]。12月、利用航空運送事業（国内）免許取得[9]。
- 1983年 - 日本郵船株式会社が港湾部物流課設置[9]。12月、海上利用運送事業を主業務とするジャパン・インターモダルトランスポート株式会社（のちの株式会社ジェイアイティー）が設立[9]。
- 1984年 - 2月、利用航空運送事業（国際）免許取得[10]。
- 1985年 - 10月、静岡県浜松市に郵船航空物流浜松株式会社を設立[11]。
- 1986年 - 10月、 オランダにYusen Air International B.V.（現 Yusen Logistics（Europe）B.V.）を設立[10]。
- 1987年 - 3月、ドイツにYusen Air & Sea Service（Deutschland）GmbH.を設立[10]。4月、英国にYusen Air & Sea Service（U.K.）Ltd.を設立[11]。12月、横浜市中区の東商運輸株式会社（現 郵船ロジリンク株式会社）に資本参加[11]。
- 1988年 - 6月、オーストラリアにYusen Air & Sea Service（Australia）Pty. Ltd.（現 Yusen Logistics（Australia）Pty.Ltd.）を設立[10]。10月、カナダにYusen & Air Service（Canada）Inc.（現 Yusen Logistics（Canada）Inc.）を設立[11]。
- 1989年 - 11月、フランスにYusen Air & Sea Service（France）S.a.r.l.（現 Yusen Logistics（France）S.A.S.）を設立[10]。
- 1990年 - 7月、台湾にYusen Air & Sea Service（Taiwan）Ltd.（現 Yusen Logistics（Taiwan）Ltd.）を設立[10]。
- 1991年 - 7月、栃木県宇都宮市に郵船航空北関東株式会社（現 郵船ロジスティクス北関東株式会社）を設立[11]。
- 1992年 - 4月、フィリピンにYusen Air & Sea Service Philippines Inc.（現 Yusen Logistics Philippines,Inc.）を設立[10]。10月、茨城県つくば市に郵船航空つくば株式会社（現 郵船ロジスティクスつくば株式会社）を設立[11]。12月、東京都新宿区に株式会社ワットトラベルを設立[11][12]。
- 1994年 - 4月、郵船トラベル株式会社を設立。10月、旅客事業を郵船トラベル株式会社に譲渡（同年4月設立）[9]。
- 1996年 - 1月、イタリアにYusen Air & Sea Service（Italia）S.r.l.（現 Yusen Logistics（Italy）S.P.A.）を設立[11]。2月、長野県岡谷市に郵船航空信州株式会社（現 郵船ロジスティクス信州株式会社）を設立[11]。11月、日本証券業協会に株式を店頭登録[11]。
- 1997年 - 2月、山形県山形市に郵船航空東北株式会社（現 郵船ロジスティクス東北株式会社）を設立[11]。4月、愛知県名古屋市にユーセンエアロジスティクス名古屋株式会社（現 郵船ロジテック株式会社）を設立[11]。11月、ブラジルにYusen Air & Sea Service Do Brasil Ltda.を設立[11]。
- 1998年 - 2月、福岡市博多区に郵船航空九州株式会社（現 郵船ロジスティクス九州株式会社）を設立[11]。石川県小松市に郵船航空北陸株式会社（現 郵船ロジスティクス北陸株式会社）を設立[11]。
- 1999年 - 12月、台湾のYusen Sea Freight（Taiwan）Ltd.に資本参加。
- 2000年 - 2月、岡山県倉敷市に郵船航空中国株式会社（現 郵船ロジスティクス中国株式会社）を設立[11]。9月、香港にYusen Air & Sea Service（China）Ltd.（現 Yusen Logistics Global Management Limited）を設立[11]。
- 2001年 - 6月、ジャパン・インターモーダル・トランスポート株式会社が株式会社ジェイアイティーに社名変更。7月、東京都中央区に郵船航空スタッフサービス株式会社（現 郵船ロジネット株式会社）を設立[11]。9月、中国にYusen Air & Sea Service Logistics（Shanghai）Co., Ltd.（現 Shanghai Yusen Logistics Service (W.G.Q.) Co., Ltd.）を設立。10月、Yusen Air International B.V.をYusen Air & Sea Service（Europe）B.V.に社名変更し、欧州営業法人の統括会社を設置[11]。
- 2002年 - 1月、Yusen Air & Sea Service（Singapore）Pte. Ltd.がインドネシアのPT. Pusaka Yudhanusaに資本参加し、PT. Yusen Air & Sea Service Indonesiaに社名変更[11]。中国にYusen Air Logistics(Xiamen）Co., Ltd.を設立[11]。9月、チェコにYusen Air & Sea Service（Czech）s.r.o.を設立[11]。タイにYusen Air & Sea Service Management（Thailand）Co., Ltd.（現 Yusen Logistics (SAO Region) Co., Ltd.）及びYusen Air & Sea Service（Thailand）Co.,Ltd.を設立[11][10]。11月、韓国にYusen Air & Sea Service（Korea）Co., Ltd.（現 Yusen Logistics(korea）Co., Ltd.）を設立[11]。12月、中国にYusen Shenda Air & Sea Service（Shanghai）Ltd.（現 Shanghai Yusen Freight Service Co., Ltd)を設立[11]。
- 2003年 - 9月、東商運輸株式会社の社名を郵船航空京浜トランス株式会社に変更[11]。11月、中国にYusen Air & Sea Service（Beijing）Co., Ltd.（現 Beijing Yusen Freight Service Co., Ltd.）を設立[11]。
- 2004年 - 1月、Yusen Air & Sea Service（Taiwan）Ltd.がYusen Sea Freight（Taiwan）Ltd.を吸収合併[11]。3月、日本郵船株式会社が保有する郵船トラベル株式会社の株式を買い取り、100%子会社化[11]。4月、日本郵船株式会社が全額出資によりNYKロジスティックスジャパン株式会社設立[9]。9月、ベトナムにYusen Air & Sea Service（Vietnam）Co., Ltd.を設立[11]。12月、ジャスダック証券取引所に株式を登録[10]。
- 2005年 - 2月、東京証券取引所市場第一部上場[9]。11月、中国にYusen Air & Sea Service Logistics（Shenzhen）Ltd.（現 Yusen Logistics (Shenzhen) Co., Ltd.）及びYusen Air & Sea Service（Guangdong）Ltd.（現 Guangdong Yusen Freight Service Co., Ltd.）を設立[11]。
- 2006年 - 郵船航空スタッフサービス株式会社の社名を郵船航空ロジネット株式会社に変更[11]。
- 2007年 - 4月、インドにYusen Air & Sea Service（India）Pvt. Ltd.を設立[11]。5月、ロシアにYusen Air & Sea Service（RUS）LLCを設立[11]。6月、ユーセンエアロジスティクス名古屋株式会社の社名を郵船航空ロジテック株式会社に変更[11]。10月、NYKロジスティックスジャパン株式会社と株式会社ジェイアイティーが合併。株式会社ジェイアイティーを存続会社とし、NYKロジスティックスジャパン株式会社に社名変更[9][13]。
- 2008年 - 2月、ベトナムにYAS Real Estate（Vietnam）Co., Ltd.を設立[11]。10月、中国にYusen Air & Sea Service Logistics（Suzhou）Co., Ltd.（現 Suzhou Yusen Logistics Service Co., Ltd.)を設立[11]。11月、メキシコにYusen Air & Sea Service（Mexico）S.A. de C.V.（現 Yusen Logistics（Mexico）,S.A. de C.V.）を設立[10]。
- 2010年 - 10月、NYKロジスティックスジャパン株式会社の国際複合一貫運送事業及びその代理店業、貨物利用運送事業、他を譲受け、商号を郵船航空サービス株式会社から郵船ロジスティクス株式会社に変更[9]。郵船航空京浜トランス株式会社の社名を郵船京浜トランス株式会社に変更[11]。郵船航空ロジテック株式会社の社名を郵船ロジテック株式会社に変更[11]。郵船航空ロジネット株式会社の社名を郵船ロジネット株式会社に変更[11]。郵船航空北関東株式会社の社名を郵船ロジスティクス北関東株式会社に変更、他6社も同様に社名変更[11]。
- 2011年 - 1月、NYK LOGISTICS(POLSKA)SP.ZO.O.とYusen Air & Sea Service（Deutschland）GmbH. Poland Branchが事業統合し、Yusen Logistics（Polska）Sp. z o.o.に社名変更[14][15]。NYK LOGISTICS(HUNGARY)KFT.とYusen Air & Sea Service（Deutschland）GmbH. Hungarian Branchが事業統合し、Yusen Logistics（Hungary）KFT.に社名変更[15]。4月、Yusen Logistics（Americas）Inc.が、NYK LOGISTICS（AMERICAS）INC.を吸収合併[10][15]。Yusen Logistics（Europe）B.V.が、NYK LOGISTICS（EUROPE CONTINENT）B.V.を吸収合併。7月、NYK LOGISTICS（INDIA）LTD.（現 Yusen Logistics（India）Private Limited）の株式を取得[10][15]。10月、Yusen Logistics（Thailand）Co.,Ltd.の株式を取得[10]。11月、NYK Logistics （Middle East） L.L.C.（現 Yusen Logistics （Middle East） L.L.C）の株式を取得[16]。12月、PT. NYK PUNINAR LOGISTICS INDONESIA（現 PT. Puninar Yusen Logistics Indonesia）の株式を取得[10]。
- 2012年 - 3月、Yusen Logistics Do Brasil Ltda.が、Yusen Air & Sea Service Do Brasil Ltda.を吸収合併[10]。4月、Yusen Logistics（China）Co.,Ltd.の持分を取得。Yusen Logistics（Singapore）Pte. Ltd.が、マレーシアのTASCO Berhadの株式を追加取得[10]。6月、トルコにYusen Logistics Turkey Lojistik Hizmetleri Limited Sirketi（現 Yusen Inci Lojistik ve Ticaret A.S)を設立[10]。
- 2013年 - 6月、Yusen Logistics（Singapore）Pte.Ltd.が、ベトナムにYusen Real Estate (Hai Phong)Co.,Ltd.を設立[10]。10月、カンボジアにYusen Logistics（Cambodia）Co., Ltd.を設立[17]。
- 2014年 - 3月、ミャンマーにYusen Logistics（Myanmar）Co., Ltd.を設立[18]。
- 2015年 - 9月、パキスタンにYusen Logistics Pakistan（Private）Limitedを設立[19]。
- 2017年 - 3月、 Yusen Logistics Turkey Lojistik Hizmetleri Limited SirketiがInci Lojistikと合併し、商号をYusen Inci Lojistik ve Ticaret A.S.に変更[10]。9月、郵船京浜トランス株式会社の社名を郵船ロジリンク株式会社に変更[20]。12月、親会社の日本郵船株式会社が当社の完全子会社化を目指してTOBを実施し、96.10%の株式を取得[7]
- 2018年 - 3月、上場廃止。株式売渡請求により日本郵船の完全子会社となる[21]。6月、ルーマニアのSC Tibbett Logistics SRLの株式を取得し、Yusen Logistics（Romania）SRLに社名変更[22]。12月、ラオスにYusen Logistics（Lao）Co., Ltd.を設立[23]。
- 2020年 - 7月、日本郵船株式会社が所有する横浜共立倉庫株式会社の株式を取得し、傘下法人とする[24]。10月、郵船ロジテック株式会社を合併[25]。
- 2021年 - 1月、チリにYusen Logistics Chile SpAを設立[26]。

## 不祥事
国際航空貨物料金を巡るカルテルで、公正取引委員会は2009年7月7日、独占禁止法違反（不当な取引制限）で出した排除措置命令に不服を訴えた旧 郵船航空サービス株式会社（現 郵船ロジスティクス株式会社）について、審判開始を決定したと発表。公取委は旧 郵船航空サービスに対しては特に悪質とみなし、17億2828万円もの課徴金納付命令を出した。
2013年4月から15年7月にかけて輸入鮮魚の魚種をほかの魚種に偽って輸入申告していたことが通関業法に抵触すると認定され、東京・名古屋・大阪・函館の4税関から全国9か所の通関営業所を対象とした71日間にわたる業務停止の監督処分を受けた。同社は処分に対し、コンプライアンス活動の強化などからなる再発防止策を1月に発表し、AEO認定通関業者の認定を自主返納した。

## 事業所

### 国内・海外事業所
国内82拠点、海外45カ国512拠点、世界46カ国594拠点を展開している。主な事業所所在都市は以下の通り。
- Global Headquarters（GHQ）
東京・香港
- 本社
 東京（品川）
- 国内支店・営業所
 成田・横浜・さいたま・名古屋・大阪・神戸・京都・浜松・常滑・泉佐野　他
- 海外現地法人・駐在所等
 ニューヨーク・フィラデルフィア・シカゴ・ロサンゼルス・サンフランシスコ・ボストン・マイアミ・アトランタ・デトロイト・バンクーバー・トロント・モントリオール・メキシコシティ・サンパウロ・マナウス・ロンドン・パリ・リヨン・バルセロナ・ミラノ・フランクフルト・デュッセルドルフ・ミュンヘン・ハンブルク・ワルシャワ・ウィーン・アムステルダム・ロッテルダム・ブラッセル・アントワープ・ルクセンブルク・ストックホルム・プラハ・ブダペスト・モスクワ・サンクトペテルブルク・イスタンブール・上海・北京・大連・青島・天津・広州・武漢・成都・香港・深圳・台北・高雄・ソウル・プサン・ドバイ・デリー・ムンバイ・バンガロール・コルカタ・チェンナイ・ジャカルタ・スラバヤ・シドニー・メルボルン・ブリスベン・マニラ・ホーチミンシティ・ハノイ・バンコク・チェンマイ・クアラルンプール・ジョホールバル・マラッカ・シンガポール・プノンペン・ヴィエンチャン　他

### 国内物流施設[30]
- 成田ロジスティクスセンター
所在地：千葉県山武郡芝山町岩山字大宿1340番49
倉庫面積：約30,000m2
- 東京ベイロジスティクスセンター
所在地：千葉県船橋市南海神１-７-４
倉庫面積：約6,000m2
- 平和島ロジスティクスセンター
所在地：東京都大田区平和島6-5-1 東京流通センター物流ビルＣ棟Ａブロック1階・2階
倉庫面積：約1,000m2
- 中部ロジスティクスセンター
所在地：愛知県常滑市セントレア3-15-1（中部国際空港島内）
倉庫面積：約8,000m2
- 関西りんくうロジスティクスセンター
所在地：大阪府泉佐野市りんくう往来北5-3
倉庫面積：約6,000m2
- 新木場ロジスティクスセンター
所在地：東京都江東区新木場一丁目10番18号
倉庫面積：約6,000m2
- 大阪ベイロジスティクスソリューションセンター
所在地：兵庫県尼崎市扶桑町1-19
倉庫面積：約7,000m2

## 国内関連会社
- 日本郵船株式会社
- 郵船ロジスティクス東北株式会社
- 郵船ロジスティクス北関東株式会社
- 郵船ロジスティクスつくば株式会社
- 郵船ロジスティクス信州株式会社
- 郵船ロジスティクス北陸株式会社
- 郵船ロジスティクス中国株式会社
- 郵船ロジスティクス九州株式会社
- 郵船ロジテック株式会社
- 郵船ロジリンク株式会社
- 郵船トラベル株式会社
- 郵船ロジネット株式会社
- 横浜共立倉庫株式会社

## 海外関連会社

### 米州極
- Yusen Logistics (Americas) Inc.
- Yusen Logistics (Canada) Inc.
- Yusen Logistics (Mexico), S.A. de C.V.
- Yusen Logistics Do Brasil Ltda.
- Yusen Logistics (Argentina) S.A.
- Yusen Logistics Chile SpA

### 欧州極
| - Yusen Logistics (Europe) B.V. - Yusen Logistics (Benelux) B.V. - Yusen Logistics (Edam) B.V. - Yusen Logistics (UK) Ltd. - Yusen Logistics (Deutschland) GmbH - Yusen Logistics (France) S.A.S. - Yusen Logistics (Italy) S.P.A. | - Yusen Logistics (Iberica) S.A. - Yusen Logistics (Polska) Sp. z o.o. - Yusen Logistics (Czech) S.R.O. - Yusen Logistics (Hungary) KFT. - Yusen Logistics (Romania) SRL - Yusen Logistics RUS LLC - Yusen Inci Lojistik ve Ticaret A.S. 他 |

### 東アジア極
| - Yusen Logistics Global Management Limited - Yusen Logistics (Hong Kong) Limited - Yusen Logistics (Korea) Co., Ltd. - Yusen Logistics (Taiwan) Ltd. - Yusen Logistics (China) Co., Ltd. - Yusen Logistics (Shenzhen) Co., Ltd. - Beijing Yusen Freight Service Co., Ltd. - Shanghai Yusen Freight Service Co., Ltd | - Guangdong Yusen Freight Service Co., Ltd. - Dalian Yusen Logistics Service Co., Ltd. - Shanghai Yusen Logistics Service (W.G.Q.) Co., Ltd. - Suzhou Yusen Logistics Service Co., Ltd. - Xiamen Yusen Logistics Service Co., Ltd. - Shenzhen Yusen Logistics Service Co., Ltd. - Yusen Zhongyun Logistics (Dalian) Co., Ltd. - Shanghai NYK-ANJI Logistics Co., Ltd. 他 |

### 南アジア・オセアニア極
| - Yusen Logistics (SAO Region) Co., Ltd. - Yusen Logistics (Singapore) Pte. Ltd. - Nanhai Business Solutions Pte. Ltd. - Yusen Logistics (Australia) Pty. Ltd. - PT. Yusen Logistics Indonesia - PT. Yusen Logistics Solutions Indonesia - PT. Puninar Yusen Logistics Indonesia - Yusen Logistics Philippines, Inc. - Yusen Logistics Center, Inc. - Yusen Logistics (Vietnam) Co., Ltd. - Yusen Logistics and Transportation (Vietnam) Co., Ltd. - Yusen Real Estate (Hai Phong) Co., Ltd. - Yusen Logistics (Cambodia) Co., Ltd. | - Yusen Logistics (Thailand) Co., Ltd. - Yusen Food Supply Chain (Thailand) Co., Ltd. - Double Wing Spirit Service Co., Ltd. - Mazda Logistics & Yusen (Asia) Co., Ltd. - TASCO Berhad - TASCO Yusen Gold Cold Sdn. Bhd. - Yusen Logistics (Myanmar) Co., Ltd. - Yusen Logistics (Thilawa) Co., Ltd. - Yusen Logistics (Bangladesh) Ltd. - Yusen Logistics (Lao) Co., Ltd. - Yusen Logistics (India) Private Limited - Yusen Logistics & Kusuhara Lanka (Pvt.) Ltd. - Yusen Logistics (Middle East) L.L.C. - Yusen Logistics Pakistan (Private) Limited 他 |